# ニューレグリン3

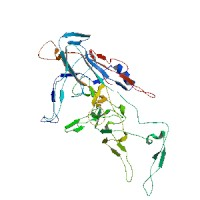
NRG3の三次構造

ニューレグリン3（英: neuregulin 3）またはNRG3は、ニューレグリンファミリーに属する、神経に豊富に存在するタンパク質であり、ヒトではNRG3遺伝子にコードされる。ニューレグリンは、上皮成長因子（EGF）様成長因子スーパーファミリーの一部を構成するシグナル伝達タンパク質グループである。このグループのタンパク質にはEGF様ドメインが存在する。このドメインには6つのシステイン残基が含まれ、3つのジスルフィド結合を形成していることがコンセンサス配列から予測されている。
ニューレグリンは1つの遺伝子から選択的スプライシングによって多様なタンパク質が産生されるという特徴を持ち、これらのアイソフォームは上皮、グリア、筋肉の成長や分化を調節している。また、乳房や心筋、骨格筋では細胞間接着も補助している。ニューレグリンには4種類のメンバー（NRG1、NRG2、NRG3、NRG4）が同定されている。NRG1のアイソフォームに関しては広範な研究がなされている一方で、他の遺伝子に関する情報は乏しい。ニューレグリンは受容体型チロシンキナーゼであるERBB3とERBB4に結合する。その後、これらの受容体はホモ二量体もしくはヘテロ二量体（多くの場合ERBB2との二量体）を形成する。ERBB2へ結合するリガンドは発見されていないため、ERBB2は共受容体として機能すると考えられている。ErbB受容体に結合したニューレグリンは受容体のC末端領域の特定のチロシン残基のリン酸化を促進し、細胞内のシグナル伝達タンパク質との相互作用を促進する。
ニューレグリンは、神経系の発生、維持、修復にも重要な役割を果たしている。NRG1、NRG2、NRG3は中枢神経系や嗅覚系で広く発現している。マウスでは、NRG3は発生過程と成体の中枢神経系に限定されていることが観察されている。

## 機能
ニューレグリンはErbBファミリーの受容体のリガンドであり、NRG1とNRG2はERBB3とERBB4に結合して活性化を行うことができるのに対し、NRG3はERBB4の細胞外ドメインにのみ結合してチロシンのリン酸化を刺激し、ERBB2やERBB3など他のErbBファミリーのメンバーには結合しない。
NRG1は胚の大脳皮質の発生に重要な役割を果たし、皮質細胞の遊走と隔離を制御することが知られている。一方で、NRG3遺伝子のpre-mRNAスプライシングに関する情報や、転写プロファイルや脳における機能に関する情報は限られている。ヒト胎児脳からクローニングされたアイソフォームであるhFBNRG3（human fetal brain NRG3; DQ857894）は、ERBB4/PI3K/AKT1経路によりオリゴデンドロサイトの生存を促進し、また神経発生時や脳機能においてNRG3-ERBB4シグナルに関与している。
NRG1とNRG3はパラログであることが研究から示されているが、NRG3のEGF様ドメインはNRG1のものと比較して、わずかに31%の同一性を示すのみである。NRG3のN末端ドメインはNRG1の多くのアイソフォームに存在するIg様ドメインやクリングルドメインを欠いており、SMDF（sensory and motor neuron derived factor）型アイソフォームと類似している。ハイドロパシープロファイル研究により、NRG3は分泌タンパク質に広く存在する疎水的なN末端シグナル配列を欠くが、非極性アミノ酸領域（W66-V91）が含まれていることが示されている。SMDFに存在するアミノ酸領域もこの非極性部部位と類似しており、小胞体膜を越えて移行するための、タンパク質内部の非切断型シグナル配列として機能することが提唱されている。

## 臨床的意義
NRG3遺伝子はさまざまな種類の神経発達障害のリスク遺伝子である可能性が明らかにされており、遺伝子内の構造的・遺伝的多様性が統合失調症、発育不良、注意欠陥関連疾患、双極性障害と関係している可能性がある。
中でも最も重要なものとして、NRG3遺伝子の多様性が統合失調症の感受性と関連づけられていることが挙げられる。リスク多型であるrs10748842ではNRG3の特定のアイソフォームの増加が観察されており、NRG3の転写調節の異常が統合失調症感受性の分子機構となっていることが示唆されている。
生後14週から85歳までの健常者と罹患者（双極性障害または重症うつ病）286人の死後背外側前頭前野試料を用いた4種類のNRG3アイソフォームに対するqRT-PCR解析によって、NRG3のアイソフォームの発現が時期・組織特異的に調節されており、また診断に利用可能であることが報告されている。この研究では、NRG3の4種類のアイソフォーム（クラスIからIV）がヒトの新皮質の発生と老化の過程で特有の時間的発現トラジェクトリを示すことが観察されている。クラスIは双極性障害とうつ病で増加しており、統合失調症での観察と一致している。クラスIIは双極性障害、クラスIIIはうつ病で増加している。クラスI、II、IVは発生段階で活発に関与している。そしてrs10748842リスク遺伝子型ではクラスII、IIIの発現上昇が予測されている。
また、NRG3のアイソフォームはヒルシュスプルング病とも関連づけられている。

## 関連文献
- “Interactions among genes in the ErbB-Neuregulin signalling network are associated with increased susceptibility to schizophrenia”. Behavioral and Brain Functions 3 (1):  31. (June 2007). doi:10.1186/1744-9081-3-31. PMC 1934910. PMID 17598910.
- “Single nucleotide polymorphism of TAG-1 influences IVIg responsiveness of Japanese patients with CIDP”. Neurology 73 (17):  1348-52. (October 2009). doi:10.1212/WNL.0b013e3181bd1139. PMID 19776380.
- “A genome-wide association study of carotid atherosclerosis in HIV-infected men”. AIDS 24 (4):  583-92. (February 2010). doi:10.1097/QAD.0b013e3283353c9e. PMC 3072760. PMID 20009918.
- “Molecular genetics of successful smoking cessation: convergent genome-wide association study results”. Archives of General Psychiatry 65 (6):  683-93. (June 2008). doi:10.1001/archpsyc.65.6.683. PMC 2430596. PMID 18519826.
- “Diversification of transcriptional modulation: large-scale identification and characterization of putative alternative promoters of human genes”. Genome Research 16 (1):  55-65. (January 2006). doi:10.1101/gr.4039406. PMC 1356129. PMID 16344560.
- “Human NRG3 gene Map position 10q22-q23”. Chromosome Research 8 (6):  560. (2000). doi:10.1023/A:1009232025144. PMID 11032326.
- “Neuregulin3 alters cell fate in the epidermis and mammary gland”. BMC Developmental Biology 7:  105. (September 2007). doi:10.1186/1471-213X-7-105. PMC 2110892. PMID 17880691.
- “Neuregulin 3 genetic variations and susceptibility to schizophrenia in a Chinese population”. Biological Psychiatry 64 (12):  1093-6. (December 2008). doi:10.1016/j.biopsych.2008.07.012. PMID 18708184.
- “ErbB/HER ligands in human breast cancer, and relationships with their receptors, the bio-pathological features and prognosis”. Annals of Oncology 19 (1):  73-80. (January 2008). doi:10.1093/annonc/mdm431. PMID 17962208.
- “Characterization of a neural-specific splicing form of the human neuregulin 3 gene involved in oligodendrocyte survival”. Journal of Cell Science 119 (Pt 5):  898-909. (March 2006). doi:10.1242/jcs.02799. PMID 16478787.
- “Identification of new putative susceptibility genes for several psychiatric disorders by association analysis of regulatory and non-synonymous SNPs of 306 genes involved in neurotransmission and neurodevelopment”. American Journal of Medical Genetics. Part B, Neuropsychiatric Genetics 150B (6):  808-16. (September 2009). doi:10.1002/ajmg.b.30902. PMID 19086053.
- “Does parental expressed emotion moderate genetic effects in ADHD? An exploration using a genome wide association scan”. American Journal of Medical Genetics. Part B, Neuropsychiatric Genetics 147B (8):  1359-68. (December 2008). doi:10.1002/ajmg.b.30860. PMID 18846501.
- “Whole genome association study identifies polymorphisms associated with QT prolongation during iloperidone treatment of schizophrenia”. Molecular Psychiatry 14 (11):  1024-31. (November 2009). doi:10.1038/mp.2008.52. PMID 18521091.